# Social impact bond
Il social impact bond, conosciuto anche come Pay for Success Bond, è uno strumento finanziario finalizzato alla raccolta, da parte del settore pubblico, di finanziamenti privati. La remunerazione del capitale investito tramite questi strumenti è agganciata al raggiungimento di un determinato risultato sociale. In un modello di Social Impact Bond realizzato correttamente, il raggiungimento del risultato sociale previsto produrrà infatti un risparmio per la Pubblica Amministrazione e quindi un margine che potrà essere utilizzato per la remunerazione degli investitori.
L'idea dei Social Impact Bond è stata promossa e sviluppata da agenzie ed individui alla ricerca di soluzioni al paradosso per cui è possibile conseguire ingenti risparmi di fondi pubblici prevenendo o intervenendo nelle prime fasi in cui si generano i problemi sociali o sanitari, piuttosto che gestendo le fasi di crisi. Se non che è spesso difficile se non impossibile reperire finanziamenti per realizzare tali interventi.
In Gran Bretagna, il Prime Minister's Council on Social Action (un gruppo di consiglieri del Governo Britannico esperti di innovazione provenienti da diversi settori) è stato chiamato nel 2007 ad esplorare modelli alternativi per finanziare azioni di intervento nel settore sociale. Il Gruppo ha iniziato a sviluppare l'idea del Social Impact Bond ed il lavoro è stato seguito con interesse da diverse organizzazioni.

## Natura
I Social Impact Bonds non sono obbligazioni in senso convenzionale. Anche se operano su un periodo di tempo fissato, non offrono una remunerazione certa. L'investitore è ripagato in base al raggiungimento di determinate soglie di indicatori di risultato sociale e quindi, in termini di rischio d'investimento è simile piuttosto a strumenti finanziari quali obbligazioni strutturate o di equity investment.

## Origini e diffusione
In Gran Bretagna, il primo Social Impact Bond è stato realizzato da Social Finance ed è stato annunciato il 18 marzo 2010. Negli Stati Uniti, gli impacts Bonds sono stati chiamati Pay for Success Bonds. Un report del Center for American Progress ne ha analizzato il potenziale nel febbraio 2011. Nel febbraio 2010, Barack Obama ha proposto che il bilancio federale 2012 stanziasse fino a $100m per la gestione di Social Impact Bond. In Italia, il Prof. Mario Calderini, consigliere del ministro dell'Istruzione Francesco Profumo per le politiche di Ricerca e Innovazione e coordinatore del gruppo di lavoro Smart Communities nella cabina di regia per l'Agenda digitale, ha prospettato l'utilizzo dei social impact bond per i progetti delle smart communities.

## Azioni pilota
La città di new York ha lanciato nell'estate 2012 il suo primo Social Impact Bond con la Goldman Sachs
La Us Small Business Administration ha lanciato nel 2011 un “Impact Investment Fund”, a valere su piccole imprese in aree economicamente svantaggiate e attive in settori strategici.
In Gran Bretagna è stata istituita la Big Society Capital, social investment bank con una dotazione di 600 milioni di sterline; ben 400 milioni provengono dai cosiddetti conti dormienti da oltre 15 anni; la restante parte da Barclays, HSBC, Lloyds Banking Group, e RBS.
Il 18 marzo 2010, il ministro della giustizia del governo britannico, Jack Straw ha annunciato l'emissione di un Social Impact Bond (SIB) della durata di sei anni gestito da Social Finance che vedrà un intervento di riabilitazione intensivo sia in prigione che in comunità, di circa 3,000 prigionieri a breve termine della prigione di Peterborough, i fondi degli investitori privati saranno inizialmente utilizzati per pagare i servizi dal terzo settore. Se il tasso di recidiva non si ridurrà almeno al 7,5% gli investitori non riceveranno alcun compenso.
Il Social Impact Bund di Peterborough è stato poi lanciato dal Governo britannico il 10 settembre 2010.
L'emissione da parte di UBI Banca, di social bond, per il finanziamento di iniziative di enti del terzo settore presenti sul territorio.
Anche il Governo Italiano - con alcuni componenti della Task force sull'innovazione creata ad hoc dal Ministro dell'Istruzione, Università e Ricerca - ha lavorato alla fattibilità dello strumento Socia Impact Bond a valere su iniziative di social innovation proposte da privati (anche del non profit) ed enti locali.

## Pubblicazioni
- Social Finance (2011) A Technical Guide to Developing Social Impact Bonds, [collegamento interrotto]
- Centre for American Progress (2011) Social Impact Bonds
- Social Finance (2010) Towards a New Social Economy: Blended value creation through Social Impacts Bonds,
- Young Foundation (2010) Social Impact Investment: the challenge and opportunity of Social Impact Bonds,
- Social Finance (2009) Social Impact Bonds: Rethinking finance for social outcomes, [collegamento interrotto]
- Impact Economy (2011) Four Revolutions in Global Philanthropy,
- Technical Guide to Commissioning Social Impact Bonds(2011),
- Social Impact Bonds: The One Service. One Year On(2011),
- A New Tool for Scaling Impact: How Social Impact Bonds Can Mobilize Private Capital to Advance Social Good(2012),